# Rado-Graph
Der Rado-Graph (auch als Erdős-Rényi-Graph oder Zufallsgraph bezeichnet) ist ein spezieller abzählbar unendlicher Graph, der fast sicher entsteht, wenn jedes Knotenpaar unabhängig und mit Wahrscheinlichkeit {\displaystyle {\tfrac {1}{2}}} durch eine Kante verbunden wird.
Eine wichtige Erkenntnis ist, dass ein Satz {\displaystyle \varphi } in der Prädikatenlogik erster Stufe genau dann für fast alle endlichen Graphen gilt, wenn {\displaystyle \varphi } vom Rado-Graphen erfüllt wird.
Er ist aufgrund von Arbeiten in den 1960er-Jahren nach Richard Rado bzw. Rado, Paul Erdős und Alfréd Rényi benannt, taucht aber schon 1937 bei Wilhelm Ackermann auf.

## Definition

Ein Ausschnitt des Rado-Graphen mit den ersten acht Knoten.

Der Rado-Graph {\displaystyle {\mathcal {RG}}} ist definiert als der (ungerichtete) Graph {\displaystyle (\mathbb {N} ,E),} wobei zwei Zahlen {\displaystyle i,j\in \mathbb {N} } mit {\displaystyle j<i} genau dann durch eine Kante verbunden sind, also {\displaystyle E(i,j)} gilt, wenn {\displaystyle \mathrm {BIT} (i,j)=1,} d. h. wenn das {\displaystyle j}-te Bit in der Binärdarstellung von {\displaystyle i} gleich {\displaystyle 1} ist. Zum Beispiel hat {\displaystyle 35} die Binärdarstellung {\displaystyle 100011,} die an den Stellen {\displaystyle 0,1} und {\displaystyle 5} einen Einser hat; also gilt im Rado-Graphen {\displaystyle E(35,0),E(35,1)} und {\displaystyle E(35,5).}
Es gibt zahlreiche äquivalente Möglichkeiten, den Rado-Graphen zu definieren, unter anderem durch eine probabilistische Konstruktion: Man nimmt die natürlichen Zahlen {\displaystyle \mathbb {N} } als Knotenmenge und verbindet jedes Zahlenpaar {\displaystyle \{i,j\}} mit {\displaystyle i\neq j} unabhängig und mit Wahrscheinlichkeit {\displaystyle {\tfrac {1}{2}}} mit einer Kante. Diese Konstruktion liefert fast sicher den Rado-Graphen.

## Eigenschaften

### Erweiterungseigenschaft

Der Rado-Graph hat die Erweiterungseigenschaft: Für je zwei disjunkte, endliche Teilmengen and gibt es einen Knoten der zu allen Knoten in und zu keinem Knoten in adjazent ist.

Der Rado-Graph besitzt folgende bemerkenswerte Eigenschaft, die sogenannte Erweiterungseigenschaft: Zu je zwei disjunkten, endlichen Knotenmengen {\displaystyle U} und {\displaystyle V} gibt es stets einen Knoten {\displaystyle z,} der zu allen Knoten in {\displaystyle U} und zu keinem Knoten in {\displaystyle V} adjazent ist. Formal erfüllt {\displaystyle {\mathcal {RG}}} für alle {\displaystyle n,m\in \mathbb {N} } mit {\displaystyle m\leq n} die Formel
{\displaystyle EA_{n,m}\equiv \forall x_{1},...,x_{n}\left(\left(\bigwedge \limits _{i\neq j}x_{i}\neq x_{j}\right)\rightarrow \exists z\left(\bigwedge \limits _{i=1}^{n}z\neq x_{i}\land \bigwedge \limits _{i\leq m}E(z,x_{i})\land \bigwedge \limits _{i>m}\neg E(z,x_{i})\right)\right).}
Das kann man wie folgt leicht einsehen: Seien {\displaystyle U=\{x_{1},...,x_{m}\}} und {\displaystyle Y=\{x_{m+1},...,x_{n}\}} disjunkt, dann sei {\displaystyle z} jene Zahl, die {\displaystyle \mathrm {BIT} (z,x_{i})=1} für alle {\displaystyle i\in \{1,...,m\}\cup \{\mathrm {max} (U\cup V)+1\}} erfüllt und deren andere Bits alle {\displaystyle 0} sind. Weil {\displaystyle U} und {\displaystyle V} disjunkt sind, ist {\displaystyle z} wohldefiniert. Nach Konstruktion gilt {\displaystyle {\mathcal {RG}}\models E(z,x_{i})} für alle {\displaystyle i\in \{1,...,m\}} und {\displaystyle {\mathcal {RG}}\models \neg E(z,x_{j})} für alle {\displaystyle j\in \{m+1,...,n\}.}
Betrachte hierzu folgendes Beispiel: Sei {\displaystyle U=\{0,2,3,5\}} und {\displaystyle V=\{1,4,7\},} dann hat {\displaystyle z} die Binärdarstellung {\displaystyle 100101101,} d. h. {\displaystyle \mathrm {BIT} (z,0)=\mathrm {BIT} (z,2)=\mathrm {BIT} (z,3)=\mathrm {BIT} (z,5)=\mathrm {BIT} (z,8)=1,} wobei {\displaystyle 8=\mathrm {max} (U\cup V)+1.}

### Eindeutigkeit
Der Rado-Graph ist bis auf Isomorphie der einzige abzählbare Graph, der die Erweiterungseigenschaft besitzt.
Um das zu zeigen, seien {\displaystyle {\mathcal {A}}} und {\displaystyle {\mathcal {B}}} zwei abzählbare Graphen mit Knotenmengen {\displaystyle A=\{a_{i}\mid i\in \mathbb {N} \}} bzw. {\displaystyle B=\{b_{j}\mid j\in \mathbb {N} \},} die die Erweiterungseigenschaft haben.
Dann kann man wie folgt einen Isomorphismus {\displaystyle h\colon {\mathcal {A}}\rightarrow {\mathcal {B}}} mit einer Back-and-forth-Konstruktion bauen: Seien {\displaystyle {\mathcal {A}}_{n}} und {\displaystyle {\mathcal {B}}_{n}} zwei endliche, zueinander vermöge eines Isomorphismus {\displaystyle h_{n}\colon {\mathcal {A}}_{n}\rightarrow B_{n}} isomorphe Subgraphen von {\displaystyle {\mathcal {A}}} bzw. {\displaystyle {\mathcal {B}}} und sei {\displaystyle a_{i}} jenes Element von {\displaystyle A} mit kleinstem Index, das nicht in {\displaystyle A_{n}} vorkommt. Weil {\displaystyle {\mathcal {B}}} die Erweiterungseigenschaft hat, gibt es ein Element {\displaystyle b_{j}\in B\backslash B_{n}}, das zu den Elementen von {\displaystyle B_{n}} genau dieselben Kanten hat, wie {\displaystyle a_{i}} zu den entsprechenden Elementen (bezüglich {\displaystyle h_{n}}) in {\displaystyle A_{n}.} Ergo kann man {\displaystyle h_{n}} zu einem Isomorphismus {\displaystyle h_{n+1}\colon {\mathcal {A}}_{n+1}\rightarrow {\mathcal {B}}_{n+1}} durch die Vorschrift {\displaystyle h_{n+1}(a_{i}):=b_{j}} erweitern, wobei {\displaystyle {\mathcal {A}}_{n+1}:={\mathcal {A}}_{n}\cup \{a_{i}\}} und {\displaystyle {\mathcal {B}}_{n+1}:={\mathcal {B}}_{n}\cup \{b_{j}\}.}
Anschließend verfährt man völlig analog, um zum Element {\displaystyle b_{k}\in B\backslash B_{n+1}} mit kleinstem Index ein entsprechendes Element {\displaystyle a_{l}\in A\backslash A_{n+1}} zu finden und {\displaystyle h_{n+1}} zu einem Isomorphismus {\displaystyle h_{n+2}\colon {\mathcal {A}}_{n+1}\cup \{a_{l}\}\rightarrow B_{n+1}\cup \{b_{k}\}} zu erweitern.
Wird abwechselnd jeweils das noch nicht verwendete Element aus {\displaystyle A} bzw. {\displaystyle B} mit kleinstem Index auf diese Art hinzufügt, ist schließlich {\displaystyle \textstyle \bigcup _{n\in \mathbb {N} }h_{n}} ein Isomorphismus zwischen {\displaystyle {\mathcal {A}}} und {\displaystyle {\mathcal {B}}}.

### Logische Theorie
Offensichtlich folgt die Erweiterungseigenschaft bereits aus der Formelmenge {\displaystyle EA:=\{EA_{2k,k}\mid k\in \mathbb {N} \}.} Wie im vorigen Abschnitt gezeigt, ist {\displaystyle EA} (zusammen mit der Formel {\displaystyle \forall x\,(\neg E(x,x))\land \forall y\forall z\,(E(y,z)\leftrightarrow E(z,y))}, die besagt, dass die Kantenrelation {\displaystyle E} irreflexiv und symmetrisch ist) ω-kategorisch, d. h. hat bis auf Isomorphie nur ein abzählbares Modell (nämlich den Rado-Graphen). Aus dem Satz von Löwenheim-Skolem folgt daraus unmittelbar, dass {\displaystyle EA} eine vollständige Theorie ist. Weil sie des Weiteren axiomatisierbar ist (d. h. rekursiv aufzählbar), ist ihr deduktiver Abschluss aufgrund ihrer Vollständigkeit sogar entscheidbar.
Des Weiteren hat {\displaystyle EA} Quantorenelimination.

## Null-Eins-Gesetz der Prädikatenlogik erster Stufe
Eng verwandt mit dem Rado-Graphen ist das Null-Eins-Gesetz der Prädikatenlogik erster Stufe:
Für jedes {\displaystyle n\in \mathbb {N} } sei {\displaystyle G_{n}} die Menge aller nummerierten ungerichteten Graphen mit Knotenmenge {\displaystyle \{1,...,n\}.} Betrachte eine Gleichverteilung auf {\displaystyle G_{n}}. Für einen Satz {\displaystyle \varphi } in der Sprache {\displaystyle \{E\}} der Graphen sei {\displaystyle \mu _{n}(\varphi )} die Wahrscheinlichkeit, dass {\displaystyle \varphi } in einem zufällig ausgewählten Graphen aus {\displaystyle G_{n}} gilt, d. h.
{\displaystyle \mu _{n}(\varphi )={\frac {|\{G\in G_{n}\colon G\models \varphi \}|}{|G_{n}|}}.}
Das Null-Eins-Gesetz besagt nun, dass
{\displaystyle \mu (\varphi ):=\lim _{n\rightarrow \infty }\mu _{n}(\varphi )\in \{0,1\}.}
Für den Beweis überlegt man sich zuerst Folgendes: Haben zwei Graphen {\displaystyle {\mathcal {A}}} und {\displaystyle {\mathcal {B}}} die Erweiterungseigenschaft {\displaystyle EA_{2k,k}}, so folgt daraus unmittelbar, dass der Duplikator das {\displaystyle k}-Runden-Ehrenfeucht-Fraïssé-Spiel auf {\displaystyle {\mathcal {A}}} und {\displaystyle {\mathcal {B}}} gewinnt. Nach dem Satz von Ehrenfeucht-Fraïssé bedeutet das, dass in {\displaystyle {\mathcal {A}}} und {\displaystyle {\mathcal {B}}} dieselben Sätze vom Quantorenrang {\displaystyle k} gelten.
Nun kann man mit einfachen kombinatorischen Überlegungen und Abschätzungen nachweisen, dass {\displaystyle \mu (EA_{2k,k})=1} für alle {\displaystyle k\in \mathbb {N} } gilt. Also gelten für jedes {\displaystyle k\in \mathbb {N} } in fast allen Graphen dieselben Sätze vom Quantorenrang {\displaystyle k.} Daraus folgt sofort das Null-Eins-Gesetz, denn jeder Satz hat einen solchen Quantorenrang.
Weil insbesondere der Rado-Graph selbst für jedes {\displaystyle k\in \mathbb {N} } die Erweiterungseigenschaft {\displaystyle EA_{2k,k}} hat, gilt für jeden Satz {\displaystyle \varphi }
{\displaystyle {\mathcal {RG}}\models \varphi \iff \mu (\varphi )=1.}
Da die Theorie von {\displaystyle {\mathcal {RG}}} entscheidbar ist, ist also auch das Berechnungsproblem, welche Sätze in fast allen Graphen gelten, entscheidbar.
Das Null-Eins-Gesetz lässt sich leicht auf beliebige relationale Sprachen verallgemeinern.